# واژه‌نامه‌های آکسفورد (وبگاه)
واژه‌نامه‌های آکسفورد برخط (انگلیسی: OxfordDictionaries.com یا Oxford Dictionaries Online (ODO)) وبگاه تولید شده توسط خانه نشر انتشارات دانشگاه آکسفورد (OUP) یکی از دفاتر دانشگاه آکسفورد است که واژه‌نامه‌های چاپ‌شده را نیز منتشر می‌کند. از جمله : فرهنگ لغت انگلیسی آکسفورد، واژه‌نامه جدید آمریکایی آکسفورد، واژه‌نامه هم‌معنی‌های(مترادف‌های) انگلیسی آکسفورد، واژه‌نامه هم‌معنی‌های نویسندگان آمریکایی آکسفورد، و منابع کاربردی و گرامری. این وبگاه هر سه ماه یک‌بار به‌روزرسانی می‌شود.